# Los Llamosos
Los Llamosos es una localidad española del municipio de Quintana Redonda, perteneciente a la provincia de Soria, en la comunidad autónoma de Castilla y León.

## Geografía
La localidad pertenece a la comarca de Soria y al partido judicial de Soria.

## Historia
El Censo de Pecheros de 1528, en el que no se contaban eclesiásticos, hidalgos y nobles, registraba la existencia de 34 pecheros, es decir unidades familiares que pagaban impuestos. Lugar que durante la Edad Media perteneció a la comunidad de villa y tierra de Soria formando parte del sexmo de Lubia.
A la caída del Antiguo Régimen la localidad se constituye en municipio constitucional en la región de Castilla la Vieja, partido de Soria  que en el censo de 1842 contaba con 25 hogares y 98 vecinos. Hacia mediados del siglo XIX, el lugar, por entonces con ayuntamiento propio, tenía contabilizadas 26 casas. Aparece descrito en el décimo volumen del Diccionario geográfico-estadístico-histórico de España y sus posesiones de Ultramar de Pascual Madoz de la siguiente manera:

LLAMOSOS (los): l. con ayunt. en la prov. y part. jud. de Soria (2 1/2 leg.), aud. terr. y c. g. de Burgos (29), dióc. de Osma (6): sit. sobre terreno peñascoso y elevado, con buena ventilacion y clima frio, pero sano. Tiene 26 casas, la consistorial, escuela de instruccion primaria á cargo de un maestro dotado con 22 fan. de trigo, 2 fuentes de buenas aguas, que aprovecha el vecindario para beber y demas necesidades domésticas; una igl. parr. (La Asuncion de Ntra. Señora), matriz de la de Izana, servida por un cura cuya plaza es de primer ascenso y de provision real y ordinaria, previo concurso. térm.: confina N. Izana; E. Lubia; S. Quintana, y O. Las Cuevas. El terreno, fertilizado por el r. Izana, es de buena calidad. caminos: los que dirigen á los pueblos limítrofes, todos de herradura y en mediano estado. El correo se recibe y despacha en la adm. de Soria. prod.: trigo, cebada, centeno, guisantes, lentejas y otras legumbres, cáñamo, leñas de encina y roble para combustible y carboneo, buenos pastos con los que se mantiene ganado lanar y cabrío. ind.: la agrícola y carboneo cuando se permiten cortas. comercio: esportacion del sobrante de frutos y algunas leñas á Soria, donde principalmente se surten de los art. de consumo que faltan. pobl.: 25 vec., 98 almas. cap. imp.: 29,714 rs.
(Madoz, 1847, p. 479)

A mediados del siglo XIX este municipio desaparece porque se integra en Quintana Redonda, contaba entonces con 25 hogares y 98 habitantes.

## Demografía
En el año 2000 contaba con 32 habitantes (INE 2000), concentrados en el núcleo principal, pasando 26 en 2014.

## Patrimonio
En la localidad se encuentra una iglesia bajo la advocación de la Asunción de Nuestra Señora, que data del siglo XII.